# Dioxys ardens
Dioxys ardens är en biart som beskrevs av Carl Eduard Adolph Gerstäcker 1869. Dioxys ardens ingår i släktet Dioxys och familjen buksamlarbin. Inga underarter finns listade i Catalogue of Life.